# Facomatosi
Si intende per facomatosi un insieme di sindromi a carattere ereditario che interessano la cute, gli occhi e il sistema nervoso.

## Tipologia
Si ricordano cinque forme principali:
- neurofibromatosi
- sclerosi tuberosa
- angiomatosi encefalo-facciale
- angiomatosi retino-cerebellare (malattia di von Hippel-Lindau)
- Sindrome di Sturge-Weber